# Konie Apokalipsy (skałka)

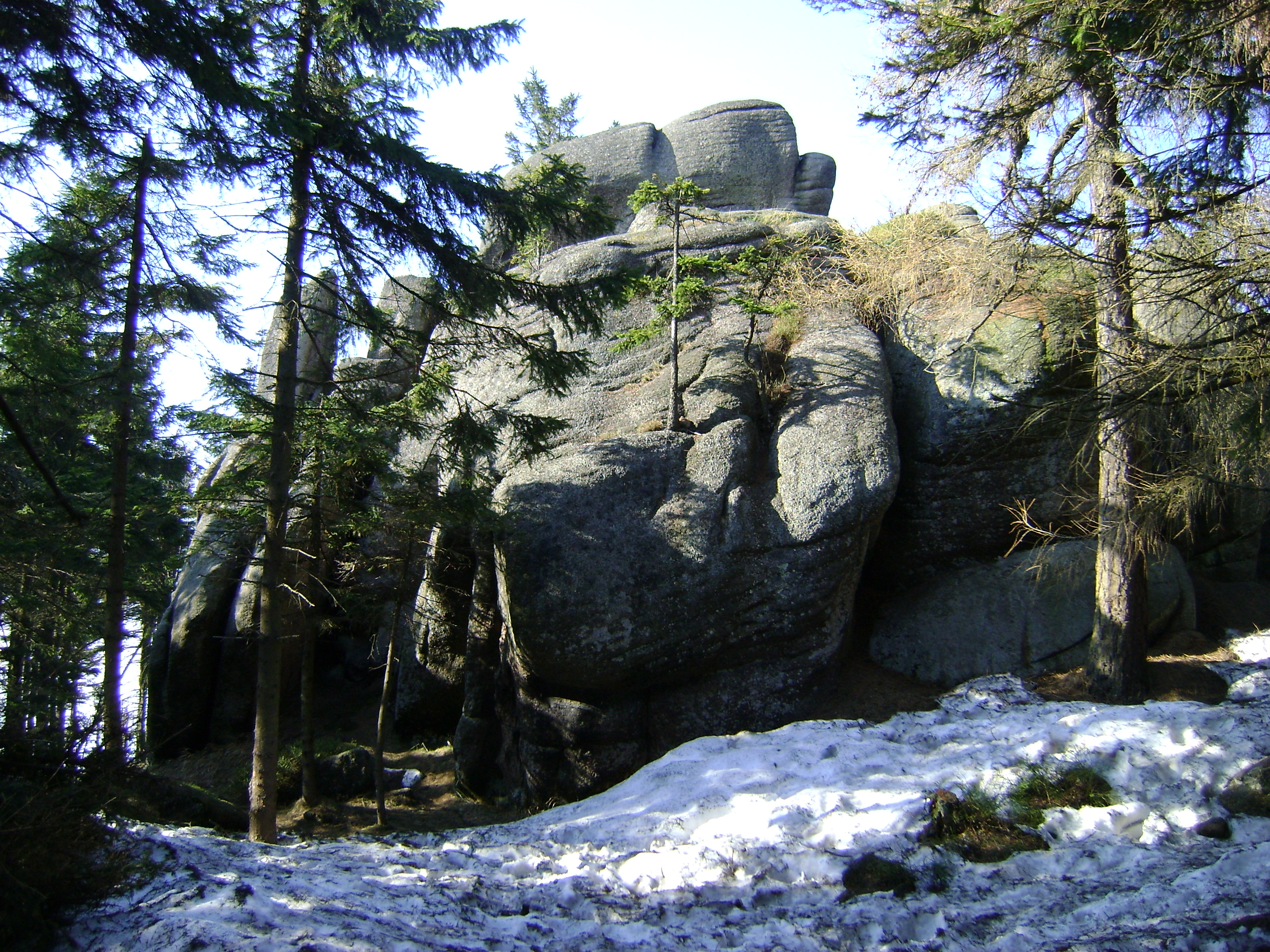
Jedna z form skalnych − Konie Apokalipsy

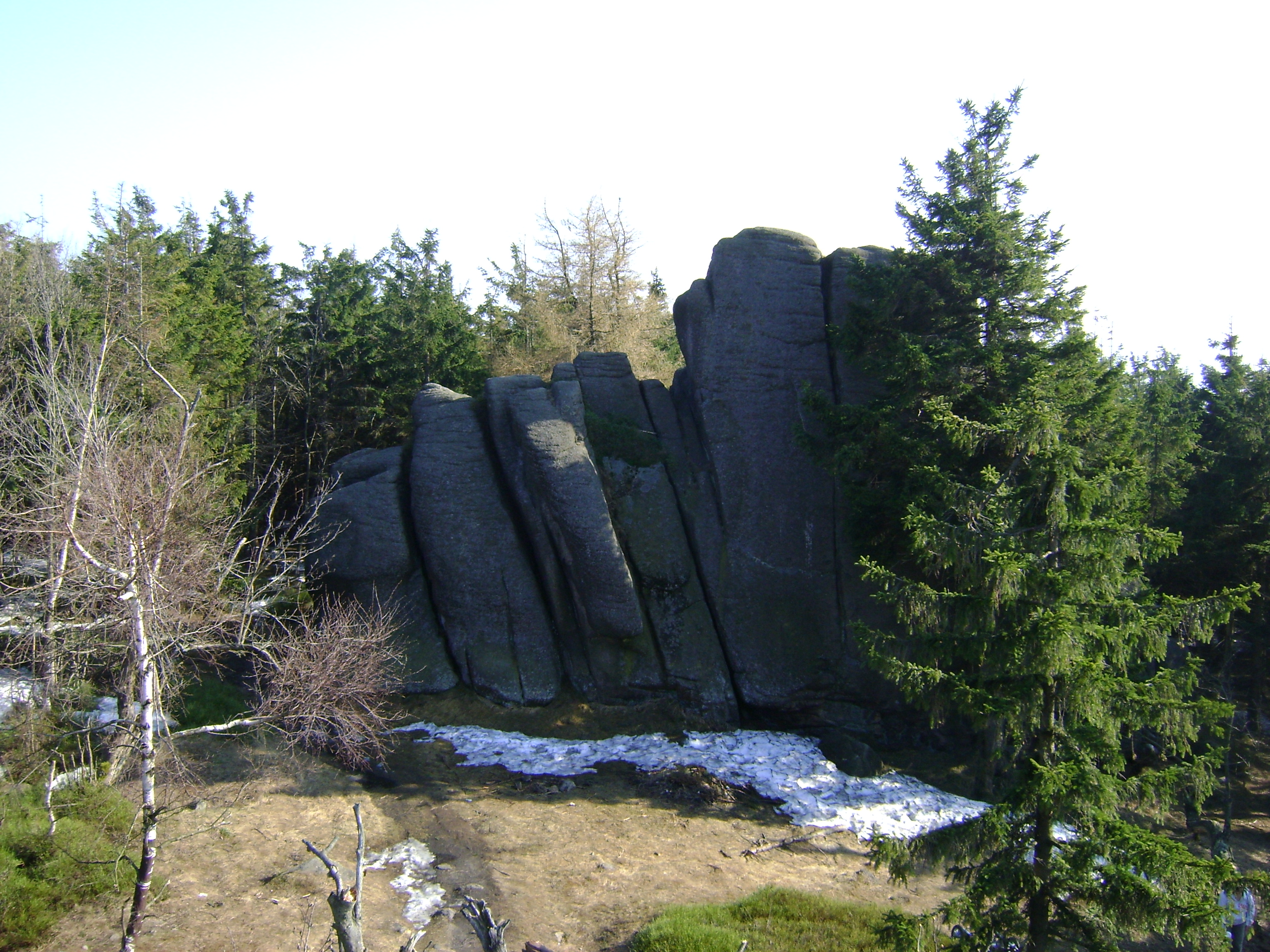
Konie Apokalipsy − spękania oraz ciosy

Konie Apokalipsy (niem. Friesensteine, 930 m n.p.m.) – grupa granitowych skałek w południowo-zachodniej Polsce, w Sudetach Zachodnich, w Rudawach Janowickich.  Skałki położone są w południowo-środkowej części Rudaw Janowickich, na północ od Przełęczy pod Bobrzakiem, około 3,9 km na północny wschód od centrum Kowar.  Nazwę „Konie Apokalipsy”, dla grupy czterech skałek na południowym zboczu Skalnika, nadali harcerze z obozu w Strużnicy podczas gaszenia pożaru traw wokół skałek.

## Opis
Zgrupowanie skałek, składające się z kilku granitowych ostańców o wysokości dochodzącej do 16 m, rozciąga się na przestrzeni kilkudziesięciu metrów na południowym grzbiecie Skalnika poniżej Ostrej Małej. Grupę tworzą skały zbudowane z granitu karkonoskiego. Skałki, ze względu na charakterystyczny kształt, malowniczą formę oraz położenie w Rudawskim Parku Krajobrazowym, stanowią turystyczną ciekawostkę. Swą nazwę zawdzięczają sylwetce przypominającej zarysem konie.
Na skałach występują liczne nieregularne spękania i (cios granitowy), „wietrzenie materacowe” oraz kociołki wietrzeniowe.
Powyżej na szczycie (ok. 925 m n.p.m.) znajduje się ostaniec granitowy – „Ostra Mała”, na którym znajduje się platforma widokowa.

## Turystyka
Do skałek można dojść szlakami turystycznymi:
- żółty − fragment szlaku prowadzący z Karpnik na Przełęcz Kowarską i dalej
- zielony − fragment szlaku prowadzący z Kowar na Wielką Kopę i dalej
- niebieski − fragment szlaku E-3 prowadzący z Kamiennej Góry do Radomierza i dalej
- czerwony − fragment szlaku sudeckiego prowadzący z Szarocina do Bukowca i dalej
- Ze skałek rozciąga się widok na Karkonosze, Lasocki Grzbiet, Kotlinę Jeleniogórską, Pogórze Izerskie, Góry Wałbrzyskie, Góry Kamienne, Góry Kaczawskie oraz Rudawy Janowickie z Górami Sokolimi. Przy dobrej widoczności widoczna jest Ślęża.